# Un faune sur l'épaule
 (février 2021).
Si vous disposez d'ouvrages ou d'articles de référence ou si vous connaissez des sites web de qualité traitant du thème abordé ici, merci de compléter l'article en donnant les références utiles à sa vérifiabilité et en les liant à la section « Notes et références ».
Un faune sur l'épaule est la dix-neuvième histoire de la série Broussaille de Frank Pé. Elle est publiée pour la première fois du no 3367 au no 3391 du journal Spirou.

## Univers

### Synopsis
Benoit Broussaille n'arrive pas à dormir, il s'installe à son bureau et écrit, écrit, écrit, écrit son étrange histoire avec le faune...

### Documentation
- Fabien Tillon, « Ni Dieu, ni paître », BoDoï, no 63,‎ mai 2003, p. 12.